# Tschitscherinellus
Tschitscherinellus es un  género de coleópteros adéfagos de la familia Carabidae.

## Especies
Comprende las siguientes especies:
- Tschitscherinellus cordatus (Dejean, 1825)
- Tschitscherinellus oxygonus (Chaudoir, 1850)